# Верзебнево
Верзебнево — деревня в Людиновском районе Калужской области. Входит в состав Сельского поселения «Деревня Игнатовка».

## Географическое положение
Расположено примерно в 13 км к северо-западу от деревни Игнатовка.

## История
На Планах Генерального Межевания (ПГМ) Жиздринского уезда Калужской губернии 1782 г. отметок о существовании деревни или какого-либо поселения, нет. На карте стоит отметить и тот факт, что речка Амшанка протекающая через деревню в то время называется Верзиобна
Первое упоминание о деревне Верзебнево (Верхулино) имеется на Специальная карта Западной части России Шуберта 1826—1840 годов. Карта датирована 1832 г. и деревня обозначена как поселение с численностью от 5 до 20 дворов.
На карте Трехверстовка Калужской области. Военно-топографическая карта. 1850 г. название у деревни Верзбенская (Верхуличи), а у реки Амшанка. Возможно что незначительные изменения в названиях деревни вызваны разным произношением.
По одной из версий: Промышленник Мальцов подарил одному из своих подчиненных отставному капитану Иннокентию Хренникову поместье в окрестностях реки Амшанка. Появление и название деревни Хренники уже в комментариях не нуждается. Русские помещики умели служить Отечеству, но, мирским делам и развлечениям они были тоже не чужды. Коротая долгие вечера уборочного и посевного межсезонья, они любили поохотиться и побаловаться картишками в компании приглашенных гостей. В один из таких удачных вечеров для отставного капитана и не очень благоприятного стечения обстоятельств для приезжего игрока Спас-Деменского уезда, Хренников выиграл у гостя в карты свору собак. Но заядлому Спас-Деменскому охотнику жаль было расставаться со своими собаками. Взамен он предложил расплатиться крепостными крестьянами. Хренников не стал противоречить гостю и новое «приобретение» расселил неподалеку от своего поместья. Так и перекочевало старое Спас-Деменское название Верхуличи к нам, а чтобы впоследствии не возникало путаницы, деревню переименовали в Верзебнево.
Дважды в год — весной и поздней осенью по старому стилю — в деревнях Хренники и Верзебнево отмечается престольный праздник, посвященный Георгию (Юрию, Егорию).
В 1820 г. Иван Акимович приобретает Людиновский (ныне ЛТЗ) и Сукремльский чугунолитейные заводы, расположенные рядом с его владениями, и закладывает начало Мальцовскому металлургическому делу. Усилиями нескольких поколений Мальцовской династии, действовавших на протяжении XVIII—XIX столетий, был заложен крепкий фундамент будущей Мальцовской промышленной империи, что послужило поводом к созданию довольно многочисленных «неземледельческих центров», которые, фактически выполняя экономические функции города, юридически оставались селами. Формирование промышленных селений было частью процесса городообразования. К моменту крестьянской реформы 1861 г., кроме крупных хозяйств в с. Дятьково и Людиново, Мальцовым принадлежали еще 12 поселков. В районе было 25 больших заводов с ежегодным производством в 8 млн руб., 14 мелких фабрик и заводов, 43 мельницы, 12 лесопилен, 12 кирпичных заводов с общей численностью рабочих 13 — 15 тыс. чел. Земельные угодья насчитывали до 200 тыс. десятин.
Из выше изложенного можем предположить, что деревня была основана в период с 1820—1832 г..

## Население
По данным на 1859 год в деревне в 26 дворах проживало 217 человек, в 1892—464, 1913—695.
| 2002 | 2010 |
| ---- | ---- |
| 123  | ↘98  |